# 広橋兼宣
広橋 兼宣（ひろはし かねのぶ）は、南北朝時代から室町時代前期にかけての公卿。権大納言・広橋仲光の子。官位は従一位・大納言、贈内大臣。広橋家7代当主。

## 経歴
大学寮の実体が無い時代であったとはいえ、文筆を業とした広橋家の出身でなおかつ後円融天皇の生母崇賢門院の義理の甥にあたることから、3歳で学問料を与えられ、5歳で文章得業生となるなど破格の扱いを受ける。
応安5年/文中元年（1372年）に元服し、翌年には僅か8歳で叙爵されて治部権少輔に任ぜられた。永徳3年/弘和3年（1383年）に蔵人、嘉慶2年/元中5年（1388年）に右少弁兼文章博士となりその年のうちに左少弁に転じた。明徳元年・/元中7年（1390年）に右中弁となる。南北朝合一後の応永元年（1394年）には正四位下蔵人頭（頭弁）に任ぜられ、左中弁に転じる。応永2年（1395年）に右大弁、応永4年（1397年）に左大弁、応永6年（1399年）造東大寺長官を歴任後、応永7年（1400年）に参議に任ぜられた。
応永8年（1401年）従三位権中納言となり武家伝奏に任ぜられる。応永14年（1407年）に左兵衛督・検非違使別当を兼ね、応永15年（1408年）に大宰権帥を兼ねる。応永17年（1410年）に正二位権大納言に任ぜられ、応永30年には（1423年）に従一位大納言に任ぜられた。応永32年（1425年）に出家するが、その直前に准大臣に任ぜられた。准大臣任命直後には、自亭に「裏築地」を造営して物議を醸した（後述）。
武家伝奏として室町幕府との交渉にあたり、その様子は日記『兼宣公記』に記されている。また、娘は後花園天皇の乳母となった。没後、内大臣を贈官されている。

## 広橋亭裏築地撤去騒動
鎌倉時代末期以後、院近臣であった名家出身者が本来の家格を越えて出世する例が相次ぎ、室町時代に入ると日野流や勧修寺流の名家が治天の君や室町幕府と密接に結び付いたことで稀ではあるが大臣に任じられる者が現れ、それを例外としても従一位・准大臣が現実的な極位極官とみなされるようになった。
兼宣は同じ日野流の日野資教と激しく対立し、資教が受けることのなかった准大臣の地位に就くことを望んでいた。応永28年（1421年）、兼宣の息子・宣光（後の兼郷）が資教の息子・有光の任大納言拝賀への扈従を命じられたが、兼宣はこれを拒絶した。資教の訴えを聞いた後小松院と足利義持は、兼宣を一時籠居・所領没収の処分としている。その後、応永32年（1425年）に兼宣は出家に先立って足利義持に自分の長年にわたる功労を訴えて准大臣宣下が与えられるように武家執奏をしてくれるように懇願した。義持はこれに動かされて執奏を行ったが、治天の君である後小松院は難色を示した。だが、義持の意見に同意することになった。ところが、それを聞いた日野資教は後小松院に対して「自分は出家後も禁裏や院のために尽くしているのに、兼宣に地位を超越されるのは納得いかない」と訴え出た。院はこれに動かされて義持に資教にも准大臣宣下を行うことを伝えたが、今度は義持が難色を示した。そのため、両者協議の結果、兼宣が出家する4月27日に両者同時に准大臣宣下を行うこととした（ただし、資教には公文書上は彼の出家当日に遡って宣下を行う）。
事態はこれで収まらず、日野資教は5月に入ると後小松院に懇願して孫の資親（有光の子）への禁色宣旨が認められ、広橋兼宣は自亭に裏築地を構築した。ところが、兼宣の裏築地構築が思わぬ騒動となった。裏築地とは、邸宅の築地の外側なおかつ街路に面した部分に二重に構築された築地のことで、天皇や院、親王・門跡・摂関や大臣以下の公卿などに設置が許されていた。本来であれば、従一位である兼宣が准大臣宣下を受けて構築することは問題視されるものではない（少なくても兼宣はそう考えていた）が、当時の公家社会は困窮しており摂関家ですら実際に裏築地を構築することを遠慮していた（実際には構築するだけの経済的な余裕がなかった）。その中で兼宣が裏築地を構築ことで、ただでさえ兼宣と資教の争いを身分不相応と快く思っていなかった摂関家・清華家・大臣家といった上級家格の公卿を中心として批難の声が高まった。また、兼宣が裏築地を築く際に「（大臣家の）正親町三条公雅が“准大臣の家の前なので恐縮すると、我が家の前を通行するのを避けた”と言っているため（自邸を隠す裏築地を構築する）」と足利義持に説明したという話が広まり、公雅が激怒して後小松院と義持に事実無根であると訴えたのである。後小松院も義持に大臣亭に裏築地を設ける先例は非常に稀で、今では『内裏・院御所・入道殿（室町将軍の御所）』のみであると不快感を示した。更に右大臣一条兼良も構築の直接の是非には触れなかったものの、一条家には裏築地はないこと、日野（流）・勧修寺（流）はといった名家は摂家の家僕である筈なのに礼節を乱していると暗に非難した。これを受けて、義持は兼宣に対して自発的に裏築地を撤去すること、さもなくば幕府が実力で撤去することを伝えた。兼宣はこれに従って自ら撤去をした。一連の経緯は中山定親の『薩戒記』に詳しく載せられているが、定親自身も兼宣の行動を「軽率であった」としている。だが、公家社会全般においては、無用の混乱を避けて事態の収拾を図ることが望まれ、裏築地の撤去をもって事態は解決したものとして扱われた。一条兼良が「礼節を乱す」と主張しながら、実際には兼宣の処分どころか裏築地の設置の是非自体にも意思表示を示さなかったのも、そうした風潮によるところが大きかった。
だが、広橋兼宣と日野資教の争いは思わぬ形で終わりを迎える形になる。日野資教の子・有光は禁闕の変によって処刑され、代わって日野家の継承を許された広橋兼宣の子・兼郷も足利義教の不興を買って所領を奪われて一時断絶に追い込まれることになったことによる。

## 系譜
- 父：広橋仲光
- 母：不詳
- 妻：不詳
- 子女
  - 男子：定光（1387-1406）
  - 男子：空覚
  - 男子：広橋兼郷（1401-1446）
  - 男子：兼暁 - 興福寺別当
  - 男子：良済 - 法印大僧正
  - 男子：周紀 - 喝食
  - 男子：宣雅 - 興福寺別当
  - 男子：光憲 - 興福寺別当
  - 女子：綱子（大納言典侍） - 後花園天皇乳母
  - 女子：西園寺公名室（1428-?） - 典侍
  - 女子：鏡宝恵照（?-1414） - 景愛寺・建聖院・宝鏡寺住持
  - 女子：栄山聖芳（?-1437） - 景愛寺・大慈院・宝鏡寺住持
  - 女子：芳門 - 大聖寺尼
  - 女子：季良 - 嵯峨宝祐院
- 養子
  - 広橋資光（1392-1420） - 竹屋兼俊の長男
  - 貞兼 - 実は平貞国の子、興福寺別当
  - 円兼 - 法印大僧都
- 猶子
  - 存如 - 本願寺7世
  - 慈賢 - 錦織寺7世、権少僧都